# Duguetia phaeoclados
Duguetia phaeoclados là loài thực vật có hoa thuộc họ Na. Loài này được Carl Friedrich Philipp von Martius mô tả khoa học đầu tiên năm 1841 dưới danh pháp Annona phaeoclados. Năm 1999 Paulus Johannes Maria Maas & Heimo Reiner chuyển nó sang chi Duguetia.

## Phân bố
Loài này có ở Nam Mỹ, bao gồm Bolivia (Santa Cruz) đến trung tây Brasil và Paraguay.